# Podul rutier peste Doftana de la Zorile
Podul rutier de la Zorile este un pod rutier pe arce din beton armat, situat la km 14+650 al drumului județean DJ100E. Podul traversează râul Doftana și conectează orașul Câmpina și cartierul Zorile al satului Doftana, Telega, asigurând și legătura cu drumul județean DJ214 către Brebu.
Podul are 10 deschideri, iar suprastructura se sprijină pe cele două culei și pe nouă pile din zidărie de piatră. 

## Istoric
Podul a fost construit la începutul secolului trecut și s-a degradat în timp din cauza întreținerii deficitare. În 2007, compania IPTANA a întocmit studiul de fezabilitate, proiectul tehnic, caietul de sarcini și detaliile de execuție pentru lucrări limitate de reabilitare. Pe 19 februarie 2008 a fost lansată licitația „Punere în siguranță - Pod peste Doftana pe DJ 100E, Telega, KM 14+025, Județul Prahova”, investiție finanțată de Consiliul Județean Prahova. Licitația publică a fost adjudecată, pe 15 mai 2008, de firma de construcții SC Matero AMA SRL din Poiana Câmpina, pentru suma de 1.754.689,27 lei.
Pe lângă starea precară, podul peste Doftana este unul îngust, ceea ce a făcut să fie luată în considerare ideea construirii unui pod nou. În 2019, firmei SC Edrom Cart SRL din Ploiești i-a fost încredințat, prin procedura de atribuire directă, contractul intitulat „Elaborare ridicare topografică aferentă obiectivului: Construire pod peste râul Doftana, pe DJ 100E, km 14+650, Telega”. Finanțarea, în valoare de 8.000 de lei fără TVA, a fost asigurată tot de Consiliul Județean Prahova, prin intermediul Direcției Tehnice. În anul 2020 a fost aprobată o finanțare de 150.000 de lei pentru proiectarea unui nou pod. Investiția, denumită „Construire pod peste râul Doftana, pe DJ 100 E - km 14+650, Telega (proiectare)”, are ca termen de finalizare data de 30 august 2021.